# Such Pretty Forks in the Road
Such Pretty Forks in the Road è il nono album in studio della cantautrice canado-statunitense Alanis Morissette, pubblicato il 31 luglio 2020.

## Tracce
1. Smiling - 4:17
2. Ablaze - 3:57
3. Reasons I Drink - 3:36
4. Diagnosis - 4:49
5. Missing the Miracle - 3:33
6. Losing the Plot - 3:57
7. Reckoning - 3:30
8. Sandbox Love - 4:12
9. Her - 4:10
10. Nemesis - 5:56
11. Pedestal - 4:08

## Musicisti
- Alanis Morissette - voce, cori
- Alex Hope - chitarra, sintetizzatore, arrangiamenti
- Michael Farrell - piano, organo, arrangiamenti
- Tyler Ultimo - basso
- Victor Indrizzo - batteria
- Adam 'Cecil' Bartlett - chitarra acustica, sintetizzatore
- Steve Milbourne - chitarra acustica
- Catherine Marks - sintetizzatore, arrangiamenti
- Chris J Alderton - chitarra
- David Levita - chitarra
- Frank Turner - chitarra
- Cedric Lemonyne - basso

## Classifiche
| Classifica (2020) | Posizione massima |
| ----------------- | ----------------- |
| Austria           | 4                 |
| Canada            | 14                |
| Croazia           | 23                |
| Polonia           | 27                |
| Portogallo        | 7                 |
| Spagna            | 33                |
| Stati Uniti       | 16                |
| Svizzera          | 2                 |